# Ірано-кувейтські відносини
Ірано-кувейтські відносини — двосторонні дипломатичні відносини між Іраном і Кувейтом.

## Історія
У 1980-1988 Іран перебував у стані війни з сусіднім Іраком. Протягом перших двох років цієї війни Кувейт дотримувався нейтралітету. Проте, потім Кувейт зайняв бік Іраку, зокрема через страх перед можливим поширенням Ісламської революції.
У 1982-1983 Кувейт надавав фінансову підтримку Іраку, незважаючи на погрози з боку іранських військ. Кувейт перерахував Іраку загалом близько 14 млрд. доларів США. Коли іранці знищили порт в іракському місті Басра, Кувейт надав доступ іракцям до своїх портів.
Після закінчення Ірано-іракської війни відносини між Іраном та Кувейтом залишалися натягнутими.
У 2014 намітилося якесь потепління у відносинах: досягнуто домовленості про початок експорту іранського газу до Кувейту, а міністерство закордонних справ Кувейту заявило, що відносини між країнами чудові.
У січні 2016 Кувейт підтримав Саудівську Аравію в її конфлікті з Іраном і відкликав свого посла з Тегерана.
У січні 2017 Парламентський комітет Кувейту висловив протест проти політики Ірану, назвавши її «антагоністичною та провокаційною». Кувейтські парламентарії також додали, що Іран створює перешкоди для відновлення з Кувейтом будь-яких форм співробітництва і не робить спроб налагодити відносини між країнами.
20 липня 2017 Кувейт оголосив про висилку 15 іранських дипломатів, серед висланих дипломатів посол Ірану в Кувейті Аліреза Енаяті. Знижено також рівень дипломатичного представництва Ірану в Кувейті до рівня тимчасового повіреного. МЗС Кувейту пояснило, що це рішення пов'язане з передбачуваною причетністю іранських дипломатів до терористичної діяльності.

## Торгівля
У 2012 обсяг товарообігу між країнами склав суму 635,5 млн. доларів США, а в 2013 - 523 млн. доларів США.